# Championnat d'Europe de football des moins de 18 ans 1983
Navigation
Euro 1982 Euro 1984
La phase finale du 36e Championnat d'Europe de football des moins de 18 ans se déroule en Angleterre du 13 au 22 mai 1983.
La finale se tient à White Hart Lane à Londres et se conclut sur la victoire de la France face à la Tchécoslovaquie sur le score de 1-0.

## Qualifications
Les qualifications se disputent sur un tour, par groupes de 2 à 3 équipes, chaque équipe jouant une fois à domicile et une fois à l'extérieur contre toutes les autres équipes de son groupe.

## Phase finale

### Équipes qualifiées
| Équipe               | Parcours               |
| -------------------- | ---------------------- |
| Angleterre           | Pays hôte              |
| République d'Irlande | Vainqueur du groupe 1  |
| Écosse               | Vainqueur du groupe 2  |
| Suède                | Vainqueur du groupe 3  |
| Finlande             | Vainqueur du groupe 4  |
| Union soviétique     | Vainqueur du groupe 5  |
| Tchécoslovaquie      | Vainqueur du groupe 6  |
| Belgique             | Vainqueur du groupe 7  |
| France               | Vainqueur du groupe 8  |
| Espagne              | Vainqueur du groupe 9  |
| Allemagne de l'Ouest | Vainqueur du groupe 10 |
| Italie               | Vainqueur du groupe 11 |
| Roumanie             | Vainqueur du groupe 12 |
| Yougoslavie          | Vainqueur du groupe 13 |
| Bulgarie             | Vainqueur du groupe 14 |
| Turquie              | Vainqueur du groupe 15 |

- Qualifié pour les demi-finales

### Groupe 1
| Rang | Équipe               | Pts | J | G | N | P | Bp | Bc | Diff |
| ---- | -------------------- | --- | - | - | - | - | -- | -- | ---- |
| 1    | Tchécoslovaquie      | 4   | 3 | 1 | 2 | 0 | 4  | 2  | +2   |
| 2    | Allemagne de l'Ouest | 4   | 3 | 2 | 0 | 1 | 5  | 4  | +1   |
| 3    | Bulgarie             | 3   | 3 | 1 | 1 | 1 | 2  | 3  | -1   |
| 4    | Suède                | 1   | 3 | 0 | 1 | 2 | 1  | 3  | -2   |

### Groupe 2
| Rang | Équipe      | Pts | J | G | N | P | Bp | Bc | Diff |
| ---- | ----------- | --- | - | - | - | - | -- | -- | ---- |
| 1    | Italie      | 5   | 3 | 2 | 1 | 0 | 5  | 1  | +4   |
| 2    | Yougoslavie | 4   | 3 | 2 | 0 | 1 | 5  | 3  | +2   |
| 3    | Roumanie    | 2   | 3 | 1 | 0 | 2 | 6  | 4  | +2   |
| 4    | Turquie     | 1   | 3 | 0 | 1 | 2 | 2  | 10 | -8   |

### Groupe 3
| Rang | Équipe           | Pts | J | G | N | P | Bp | Bc | Diff |
| ---- | ---------------- | --- | - | - | - | - | -- | -- | ---- |
| 1    | Angleterre       | 4   | 3 | 2 | 0 | 1 | 4  | 2  | +2   |
| 2    | Écosse           | 4   | 3 | 1 | 1 | 1 | 4  | 4  | 0    |
| 3    | Espagne          | 3   | 3 | 1 | 1 | 1 | 2  | 2  | 0    |
| 4    | Union soviétique | 2   | 3 | 1 | 0 | 2 | 2  | 4  | -2   |

### Groupe 4
| Rang | Équipe               | Pts | J | G | N | P | Bp | Bc | Diff |
| ---- | -------------------- | --- | - | - | - | - | -- | -- | ---- |
| 1    | France               | 5   | 3 | 2 | 1 | 0 | 7  | 3  | +4   |
| 2    | République d'Irlande | 4   | 3 | 1 | 2 | 0 | 2  | 1  | +1   |
| 3    | Finlande             | 3   | 3 | 1 | 1 | 1 | 5  | 3  | +2   |
| 4    | Belgique             | 0   | 3 | 0 | 0 | 3 | 1  | 8  | -7   |

## Tableau final
|  | Demi-finales                          | Demi-finales                   | Demi-finales                   | Demi-finales                   |                               |        | Finale                                | Finale                                | Finale                                | Finale                                |
|  |                                       |                                |                                |                                |                               |        |                                       |                                       |                                       |                                       |
|  | 20 mai 1983, Highbury, Londres        | 20 mai 1983, Highbury, Londres | 20 mai 1983, Highbury, Londres | 20 mai 1983, Highbury, Londres |                               |        | 22 mai 1983, White Hart Lane, Londres | 22 mai 1983, White Hart Lane, Londres | 22 mai 1983, White Hart Lane, Londres | 22 mai 1983, White Hart Lane, Londres |
|  | Tchécoslovaquie                       | Tchécoslovaquie                | 1 tab(4)                       | 1 tab(4)                       |                               |        | 22 mai 1983, White Hart Lane, Londres | 22 mai 1983, White Hart Lane, Londres | 22 mai 1983, White Hart Lane, Londres | 22 mai 1983, White Hart Lane, Londres |
|  | Tchécoslovaquie                       | Tchécoslovaquie                | 1 tab(4)                       | 1 tab(4)                       |                               |        | 22 mai 1983, White Hart Lane, Londres | 22 mai 1983, White Hart Lane, Londres | 22 mai 1983, White Hart Lane, Londres | 22 mai 1983, White Hart Lane, Londres |
|  | Angleterre                            | Angleterre                     | 1ap (2)                        | 1ap (2)                        |                               |        | 22 mai 1983, White Hart Lane, Londres | 22 mai 1983, White Hart Lane, Londres | 22 mai 1983, White Hart Lane, Londres | 22 mai 1983, White Hart Lane, Londres |
|  | Angleterre                            | Angleterre                     | 1ap (2)                        | 1ap (2)                        | France                        | France | 1                                     | 1                                     |                                       |                                       |
|  | 20 mai 2023, Stamford Bridge, Londres |                                |                                |                                | France                        | France | 1                                     | 1                                     |                                       |                                       |
|  |                                       |                                | Tchécoslovaquie                | Tchécoslovaquie                | 0                             | 0      |                                       |                                       |                                       |                                       |
|  | France                                | France                         | Tchécoslovaquie                | Tchécoslovaquie                | 0                             | 0      | 1                                     | 1                                     |                                       |                                       |
|  | France                                | France                         |                                |                                |                               |        |                                       | 1                                     |                                       |                                       |
|  | Italie                                | Italie                         | 0                              | 0                              |                               |        |                                       |                                       |                                       |                                       |
|  | Italie                                | Italie                         | 0                              | 0                              | Match pour la troisième place |        |                                       |                                       |                                       |                                       |
|  |                                       |                                |                                |                                |                               |        |                                       |                                       |                                       |                                       |
|  | 22 mai 2023, Vicarage Road, Watford   |                                |                                |                                |                               |        |                                       |                                       |                                       |                                       |
|  | Angleterre                            | Angleterre                     | 1 tab(4)                       | 1 tab(4)                       |                               |        |                                       |                                       |                                       |                                       |
|  | Angleterre                            | Angleterre                     | 1 tab(4)                       | 1 tab(4)                       |                               |        |                                       |                                       |                                       |                                       |
|  | Italie                                | Italie                         | 1 (2)                          | 1 (2)                          |                               |        |                                       |                                       |                                       |                                       |
|  | Italie                                | Italie                         | 1 (2)                          | 1 (2)                          |                               |        |                                       |                                       |                                       |                                       |

### Demi-finales
| 20 mai 1983 | Tchécoslovaquie   | 1 - 1 ap | Angleterre | Highbury, Londres |  |
|             |                   |          |            |                   |  |
|             | Tirs au but 4 - 2 |          |            |                   |  |

| 20 mai 1983 | France | 1 - 0 | Italie | Stamford Bridge, Londres |
|             | Paille |       |        |                          |

### Match pour la troisième place
| 22 mai 1983 | Angleterre        | 1 - 1 ap | Italie | Vicarage Road, Watford |  |
|             |                   |          |        |                        |  |
|             | Tirs au but 4 - 2 |          |        |                        |  |

### Finale
| Sélectionneur : |
| Gabriel Robert  |

| Sélectionneur : |
| M. Kvacek       |

| Sélectionneur : |
| Gabriel Robert  |

| Sélectionneur : |
| M. Kvacek       |